# Rechtsfahrgebot

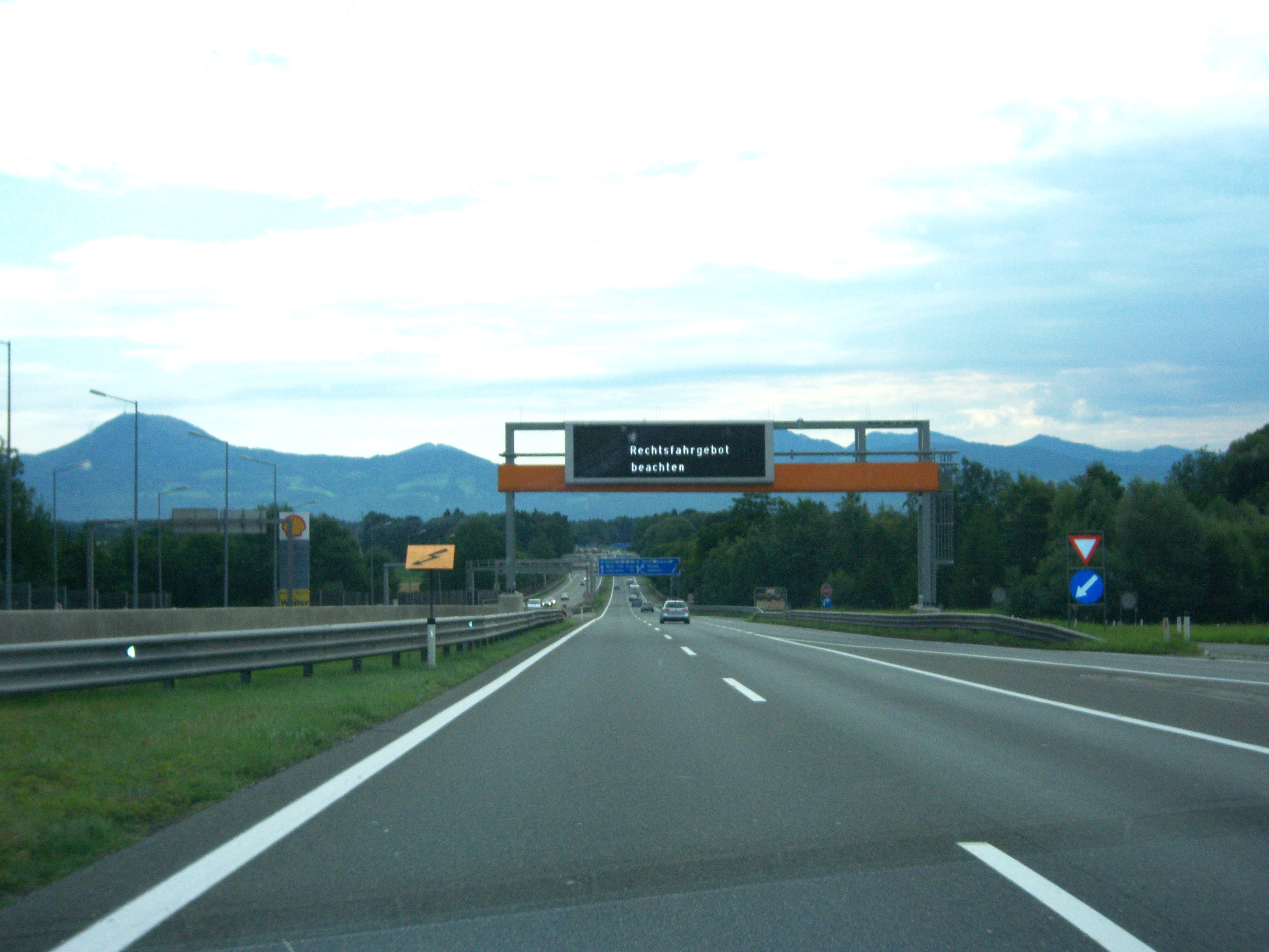
Wechselverkehrszeichen-Schilderbrücke mit Beschriftung: Rechtsfahrgebot beachten

Das Rechtsfahrgebot ist eine straßenverkehrsrechtliche Vorschrift, die besagt, dass auf Straßen möglichst weit rechts gefahren werden muss.

## Deutschland
Es ist eine in § 2 Abs. 2 der deutschen Straßenverkehrs-Ordnung (StVO) geregelte Weisung an Verkehrsteilnehmer, die mit Fahrzeugen unterwegs sind. Dies bedeutet allerdings nicht „äußerst rechts“ oder „soweit technisch möglich“, vielmehr empfiehlt sich ein Abstand von etwa einem Meter zum Fahrbahnrand.
Vom Rechtsfahrgebot kann bei Fahrbahnen mit mehreren Fahrstreifen gemäß § 7 StVO abgewichen werden. Außer auf Autobahnen dürfen Kraftfahrzeuge bis 3,5 t zGM innerhalb geschlossener Ortschaften auf Straßen mit mehreren Fahrstreifen in dieselbe Richtung den Fahrstreifen frei wählen und rechts schneller fahren als links – auch auf autobahnähnlichen Straßen (§ 7 Abs. 3 StVO).
Wer auf Autobahnen oder außerhalb von Ortschaften auf Kraftfahrstraßen mit mehreren Fahrstreifen in einer Richtung fortgesetzt und grundlos den linken Fahrstreifen benutzt und dadurch andere Verkehrsteilnehmer gefährdet, begeht einen Verstoß gegen das Rechtsfahrgebot, der mit 80 € Bußgeld und einem Punkt im Fahreignungsregister geahndet werden kann. Das gilt auch auf Straßen außerhalb geschlossener Ortschaften mit mehr als zwei Fahrstreifen in eine Fahrtrichtung. Auch bei Straßen mit mehr als zwei Fahrstreifen muss grundsätzlich der rechte Fahrstreifen verwendet werden, allerdings ist durchgängiges Fahren auf dem mittleren Fahrstreifen erlaubt, wenn auf dem rechten Fahrstreifen zumindest „hin und wieder“ ein Fahrzeug fährt und keine Verkehrsteilnehmer behindert werden. Gerichte haben dies weiter konkretisiert und meinten, wenn man den rechten Fahrstreifen deutlich länger als 20 Sekunden benutzen kann, sollte das Rechtsfahrgebot befolgt werden.
Fußgänger dürfen innerorts, wenn kein Gehweg vorhanden ist, außer am rechten auch am linken Fahrbahnrand gehen. Außerhalb geschlossener Ortschaften muss am linken Fahrbahnrand gegangen werden; mit Rücksicht auf den übrigen Verkehr gegebenenfalls hintereinander. Dieses „Linksgehgebot“ dient zur Sicherheit der Fußgänger, da der von hinten nahende, rechts fahrende Verkehr sie in größerem Abstand passieren wird, während man den auf der gleichen Seite entgegenkommenden Verkehr rechtzeitig sieht, sodass ein Ausweichen auf den unbefestigten Seitenstreifen möglich ist (§ 25 StVO).

## Österreich
Das Rechtsfahrgebot ist in § 7 Abs. 1 der österreichischen Straßenverkehrsordnung (StVO) festgelegt. Davon kann nach § 7 Abs. 3 StVO abgegangen werden, wenn es „die Leichtigkeit und Flüssigkeit des Verkehrs erfordert“.
Innerhalb des Ortsgebiets besteht nach § 7 Abs. 3a StVO für die Lenker von Kraftfahrzeugen „auf Straßen mit mindestens zwei durch Leit- oder Sperrlinien gekennzeichneten Fahrstreifen für die betreffende Fahrtrichtung“ freie Fahrstreifenwahl.

## Schweiz
In der Schweiz ist das Rechtsfahrgebot in Art. 34 des Strassenverkehrsgesetzes sowie Art. 7 und 8 der Verkehrsregelnverordnung geregelt. Fahrzeuge müssen demnach rechts, auf breiten Straßen innerhalb der rechten Fahrbahnhälfte fahren und sich nahe am Straßenrand halten (insbesondere bei langsamer Fahrt und auf unübersichtlichen Strecken), dabei aber auch genügend Abstand zu diesem zu halten (insbesondere bei schneller Fahrt, nachts und in Kurven). Auf schwer befahrbaren Straßen und in Linkskurven kann links gefahren werden, wenn die Strecke übersichtlich ist und weder der Gegenverkehr noch nachfolgende Fahrzeuge behindert werden.
Auf Straßen mit mehreren Fahrstreifen ist außerorts, außer beim Überholen oder dem Fahren in parallelen Kolonnen bei dichtem Verkehr, der rechteste zu benutzen.